# Villa Estense
Villa Estense es una localidad y comune italiana de la provincia de Padua, región de Véneto, con 2.413 habitantes.

## Evolución demográfica
| Gráfica de evolución demográfica de Villa Estense entre 1861 y 2001 |
|                                                                     |
| Fuente ISTAT - elaboración gráfica de Wikipedia                     |